# Julianus uruguayus
Espèce
Synonymes
- Hyla uruguaya Schmidt, 1944
- Scinax uruguayus (Schmidt, 1944)

Statut de conservation UICN

 LC  : Préoccupation mineure
Julianus uruguayus est une espèce d'amphibiens de la famille des Hylidae.

## Répartition
Cette espèce se rencontre entre 90 et 1 000 m d'altitude., :
- en Uruguay dans les départements  de Treinta y Tres, de Cerro Largo et de Tacuarembó ;
- dans le Sud du Brésil dans les États du Rio Grande do Sul, de Santa Catarina et du Paraná ;
- en Argentine dans le Nord de la province de Corrientes.

Sa présence est incertaine au Paraguay.

## Description

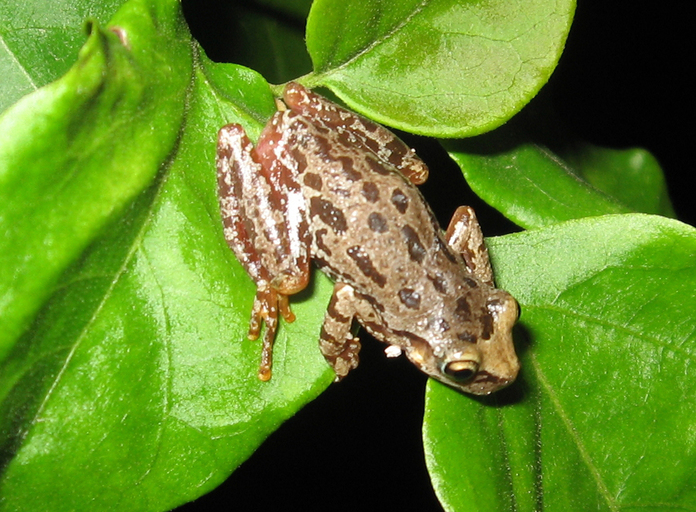
Julianus uruguayus

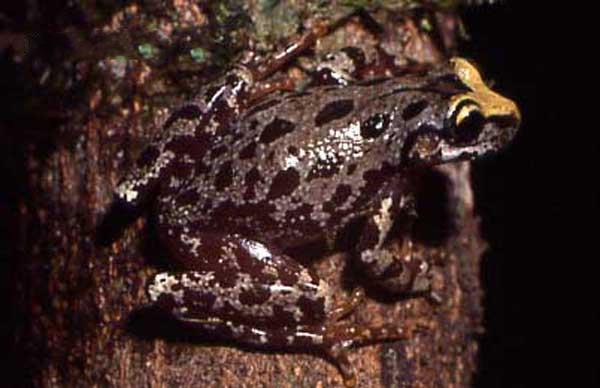
Julianus uruguayus

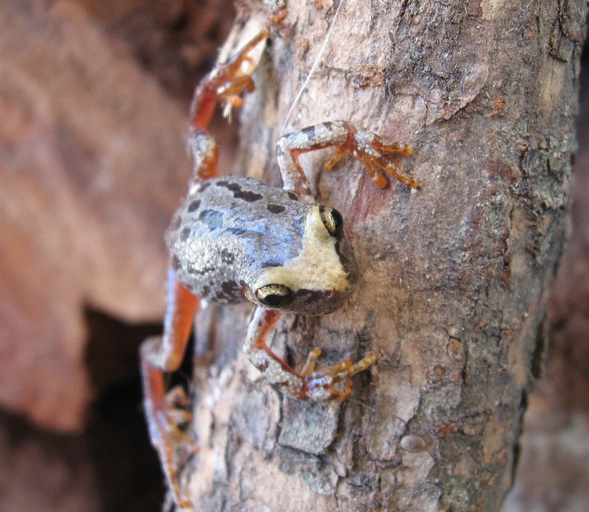
Julianus uruguayus

Le mâle holotype mesure 26 mm.

## Étymologie
Son nom d'espèce lui a été donné en référence à son lieu de découverte, l'Uruguay.

## Publication originale
- Schmidt, 1944 : New frogs from Misiones and Uruguay. Field Museum of Natural History (Zoological Series), vol. 29,  p. 153–160 (texte intégral).